# Un filósofo da una lección sobre el planetario de mesa
Un filósofo da una lección sobre el planetario de mesa es un cuadro del pintor inglés Joseph Wright, fechado en 1766. Ubicado en el Derby Museum and Art Gallery, representa a un maestro dando una lección de astronomía a un pequeño grupo de personas. Está considerado uno de los cuadros más famosos de Wright. Se cree que para representar al filósofo se inspiró en Isaac Newton, mientras que el biógrafo de Wright, Benedict Nicolson, comenta que era John Whitehurst.
Este cuadro forma parte de una serie de nocturnos a la luz de la vela que produjo entre 1765 y 1768, entre los que se incluyen Una joven leyendo una carta a la luz de una vela con un joven mirando por encima de su hombro, Tres personas viendo el «Gladiador» a la luz de una vela o Experimento con un pájaro en una bomba de aire.